# 2040
2040  (MMXL) va fi un an bisect al calendarului gregorian ce va începe într-o zi de duminică.